# Instytut Nauk Geologicznych Uniwersytetu Wrocławskiego
Instytut Nauk Geologicznych Uniwersytetu Wrocławskiego – jednostka dydaktyczno-naukowa należąca do struktur Wydziału Nauk o Ziemi i Kształtowania Środowiska UWr.

## Kierunki kształcenia
Instytut kształci studentów na kierunku geologia.

## Struktura organizacyjna
- Zakład Mineralogii i Petrologii
  - Samodzielna Pracownia Petrologii Eksperymentalnej
  - Pracownia Separacji i Wzbogacania Minerałów
  - Pracownia Petroarcheologii i Petrografii Technicznej
    - Zespół Badawczy Petroarcheologii i Petrografii Technicznej
    - Zespół Badawczy Petroarchitektury
- Zakład Geologii Stratygraficznej
- Zakład Geologii Fizycznej
- Zakład Hydrogeologii Podstawowej
  - Pracownia Geologii Środowiskowej
- Zakład Hydrogeologii Stosowanej
  - Pracownia Modelowania Procesów Hydrogeologicznych
  - Pracownia Geologii Inżynierskiej
- Zakład Gospodarki Surowcami Mineralnymi
  - Pracownia Analiz Surowców Mineralnych
- Zakład Geologii Strukturalnej i Kartografii Geologicznej
  - Laboratorium Geofizyczne
- Zakład Geologii Stosowanej i Geochemii
  - Pracownia Geologii Izotopowej i Geoekologii
- Pracownia Biogeochemii Środowiska
- Zakład Paleobotaniki
- Muzeum Mineralogiczne i Zakład Gemmologii
- Muzeum Geologiczne
- Laboratorium Metod Komputerowych w Geologii
- Samodzielna Pracownia Usług Geologicznych "WRO-MIN"
- Biblioteka Instytutu Nauk Geologicznych

## Władze
- Dyrektor: prof. dr hab. Jacek Puziewicz
- Z-ca dyrektora ds. naukowych: dr Mirosław Wąsik
- Z-ca dyrektora ds. dydaktycznych: dr Jolanta Muszer
- Z-ca dyrektora ds. ogólnych: dr Wojciech Bartz

## Adres
Instytut Nauk Geologicznych

Uniwersytetu Wrocławskiego

pl. M. Borna 9

50-204 Wrocław